# Daniel Slump
Daniel Slump (* 29. März 2002 in Frankfurt als Daniel Demirdag) ist ein deutscher Webvideoproduzent und Influencer.

## Werdegang
Daniel Demirdag wurde im Frühjahr 2002 als Sohn türkischer Aramäer aus der Provinz Mardin geboren. Er wuchs im syrisch-orthodoxen Glauben auf, was er mitunter auch öffentlich thematisiert. Nach dem Abitur hatte er kurzzeitig Wirtschaftswissenschaft studiert, bevor er damit begann, im Einzelhandel zu jobben. 2020 entstand sein erstes Video durch eine Zufallsbegegnung mit dem damaligen YouTuber YoungAlpha. Noch am selben Abend habe er einen TikTok-Kanal erstellt und seine Aufnahme hochgeladen. Seinen Angaben zufolge erreichte das Video bereits am Folgetag 50.000 Aufrufe, auch da reichweitenstarke Accounts wie Memepage es über Instagram geteilt hatten.
Der anfängliche Erfolg animierte ihn dazu, verstärkt als Webvideoproduzent zu arbeiten. Angelehnt an den Namen des Rappers Ski Mask the Slump God trat er im Folgenden als Daniel Slump auf. Über TikTok veröffentlichte er kurze Ausschnitte aus Let’s Plays, ‚Realtalk‘ und Sketch-Videos, wobei vor allem seine Reihe „Ein Tag im Leben von…“ größere Aufmerksamkeit erfuhr, in der er sich satirisch mit Sport, Politik und Wirtschaft auseinandersetzte. Demirdag berichtete jedoch rückblickend, sich im Videoportal nur „halbherzig“ betätigt zu haben. „TikTok war für mich nie etwas Langfristiges“, führte er später in einem Interview auf. Das Netzwerk drossele ihm zu „willkürlich“ Reichweiten und sperre Videos und Accounts.
Auf Basis seiner gesammelten Erfahrungen wechselte er mit Reaktions- oder Eventvideos mit Celo & Abdi oder dem Openair Frauenfeld zu YouTube sowie Vlogs und Let’s Plays zum Live-Streaming-Portal Twitch. Parallel zu seiner Arbeit als Influencer und Webvideoproduzent studiert Demirdag Social Media Systems an der Technischen Hochschule Mittelhessen in Gießen zu den Themen Content, Kampagnen und soziale Medien in Unternehmensstrategien. 2023 gründete er das Modelabel Devour, dessen Namen dem Sport-Anime Blue Lock entstammt. Des Weiteren trat er in den Funk-Formaten Henke's Corner und Parshad Esmaeilis Parshad auf.
Die gemeinsame Single Wer macht Para 3 mit Eno und Dardan erreichte Platz 15 der deutschen Singlecharts.

## Diskografie
Singles
- 2025: Wer macht Para 3 (mit Dardan & Eno)